# Niccolò Caracciolo
Niccolò Caracciolo (Villa Santa Maria, 8 novembre 1658 – Capua, 7 febbraio 1728) è stato un cardinale italiano.

## Biografia
Niccolò Caracciolo nacque l'8 novembre 1658 a Villa Santa Maria e venne battezzato il 30 novembre 1658. Egli era di nobile lignaggio ed apparteneva ad un ramo dei duchi di Melfi, e suo padre era il quinto Principe di Villa Santa Maria, Filippo Caracciolo, mentre sua madre era Zenobia del Giudice, sorella del Cardinale Francesco del Giudice (proclamato 1690). Niccolò era inoltre cugino del Cardinale Niccolò del Giudice (proclamato nel 1725). Altri cardinali di questa famiglia furono Marino Ascanio Caracciolo (1535), anche governatore spagnolo di Milano, Innico Caracciolo, seniore e juniore (rispettivamente 1666 e 1715), Giovanni Costanzio Caracciolo (1759), Diego Innico Caracciolo (1800) e Filippo Giudice Caracciolo (1833).
In gioventù studiò al Seminario Romano di Roma, passando in seguito all'Università di Napoli dove ottenne il dottorato in utroque iure il 15 marzo 1684.
Ordinato sacerdote, divenne referendario del Supremo Tribunale della Segnatura Apostolica di Grazia e Giustizia. Il 19 settembre 1691 venne nominato governatore di Fabriano ed ottenne la carica di presidente di Montalto dal 2 gennaio 1693. governatore di Ancona dal 28 giugno 1695, passò al governatorato di Viterbo dal 23 novembre 1697. Dal 7 novembre 1698 fu governatore di Perugia ed Umbria. Successivamente divenne governatore provinciale della Marca Anconitana dal 23 maggio 1699.
Eletto arcivescovo titolare di Tessalonica il 10 maggio 1700, venne consacrato il 6 giugno di quello stesso anno dal cardinal Fabrizio Paolucci. Successivamente divenne Assistente al Trono pontificio dal 9 giugno 1700 e nunzio apostolico in Toscana dal 25 giugno di quello stesso anno, sino al 14 marzo 1703. Dal 23 aprile 1703 venne trasferito all'arcidiocesi di Capua, divenendo vicereggente di Roma a partire dal 4 dicembre 1712 sino al 16 dicembre 1715. Venne nominato reggente del vicariato di Roma il 6 aprile 1714.
Creato cardinale nel concistoro del 16 dicembre 1715, gli venne concessa una dispensa particolare in quanto aveva ancora uno zio cardinale vivente, come veniva solitamente fatto per evitare episodi di nepotismo. Pro-Vicario generale di Roma dal 18 dicembre 1715 sino al 6 dicembre 1717, ricevette il titolo cardinalizio dei Santi Silvestro e Martino ai Monti dal 5 febbraio 1716. Fece ritorno a Capua e successivamente partecipò al conclave del 1721 che elesse papa Innocenzo XIII, ma non partecipò a quello del 1724 che elesse Benedetto XIII.
Morì a Capua, nel palazzo arcivescovile, il 7 febbraio 1728, venendo sepolto nella cattedrale metropolitana.

## Genealogia episcopale
La genealogia episcopale è:
- Cardinale Scipione Rebiba
- Cardinale Giulio Antonio Santori
- Cardinale Girolamo Bernerio, O.P.
- Arcivescovo Galeazzo Sanvitale
- Cardinale Ludovico Ludovisi
- Cardinale Luigi Caetani
- Cardinale Ulderico Carpegna
- Cardinale Paluzzo Paluzzi Altieri degli Albertoni
- Cardinale Gaspare Carpegna
- Cardinale Fabrizio Paolucci
- Cardinale Niccolò Caracciolo

## Ascendenza
|                                                     |                           |                                              | Genitori                                       |  |  | Nonni |  |  | Bisnonni                                            |  |  | Trisnonni                                                 |  |
|                                                     |                           |                                              |                                                |  |  |       |  |  | Ferrante Caracciolo, V signore di Villa Santa Maria |  |  | Giulio Cesare Caracciolo, IV signore di Villa Santa Maria |  |
|                                                     |                           |                                              |                                                |  |  |       |  |  | Ferrante Caracciolo, V signore di Villa Santa Maria |  |  | Giulio Cesare Caracciolo, IV signore di Villa Santa Maria |  |
|                                                     |                           | Aurelia Caracciolo di Bucchianico            |                                                |  |  |       |  |  | Ferrante Caracciolo, V signore di Villa Santa Maria |  |  |                                                           |  |
| Giulio Cesare Caracciolo di Villa Santa Maria       |                           |                                              |                                                |  |  |       |  |  | Ferrante Caracciolo, V signore di Villa Santa Maria |  |  |                                                           |  |
|                                                     |                           | Lucrezia de Franco                           | Giambattista de Franco, marchese di Taviano    |  |  |       |  |  |                                                     |  |  |                                                           |  |
|                                                     |                           | Lucrezia de Franco                           | Giambattista de Franco, marchese di Taviano    |  |  |       |  |  |                                                     |  |  |                                                           |  |
|                                                     |                           | Lucrezia de Franco                           | …                                              |  |  |       |  |  |                                                     |  |  |                                                           |  |
| Filippo Caracciolo, I principe di Villa Santa Maria |                           | Lucrezia de Franco                           |                                                |  |  |       |  |  |                                                     |  |  |                                                           |  |
|                                                     |                           | Giulio Cesare Caracciolo, II duca di Celenza | Giambattista Caracciolo, I duca di Celenza     |  |  |       |  |  |                                                     |  |  |                                                           |  |
|                                                     |                           | Giulio Cesare Caracciolo, II duca di Celenza | Giambattista Caracciolo, I duca di Celenza     |  |  |       |  |  |                                                     |  |  |                                                           |  |
|                                                     |                           | Giulio Cesare Caracciolo, II duca di Celenza | Cornelia Caracciolo di Bucchianico             |  |  |       |  |  |                                                     |  |  |                                                           |  |
| Cornelia Caracciolo di Celenza                      |                           | Giulio Cesare Caracciolo, II duca di Celenza |                                                |  |  |       |  |  |                                                     |  |  |                                                           |  |
|                                                     |                           | Isabella Pignatelli                          | Ascanio Pignatelli, I duca di Bisaccia         |  |  |       |  |  |                                                     |  |  |                                                           |  |
|                                                     |                           | Isabella Pignatelli                          | Ascanio Pignatelli, I duca di Bisaccia         |  |  |       |  |  |                                                     |  |  |                                                           |  |
|                                                     |                           | Isabella Pignatelli                          | Lucrezia di Capua                              |  |  |       |  |  |                                                     |  |  |                                                           |  |
| Niccolò Caracciolo                                  |                           | Isabella Pignatelli                          |                                                |  |  |       |  |  |                                                     |  |  |                                                           |  |
|                                                     | Marco Antonio del Giudice | Nicola del Giudice                           |                                                |  |  |       |  |  |                                                     |  |  |                                                           |  |
|                                                     | Marco Antonio del Giudice | Nicola del Giudice                           |                                                |  |  |       |  |  |                                                     |  |  |                                                           |  |
|                                                     | Marco Antonio del Giudice | Maria de Montenegro                          |                                                |  |  |       |  |  |                                                     |  |  |                                                           |  |
| Niccolò del Giudice, I principe di Cellamare        | Marco Antonio del Giudice |                                              |                                                |  |  |       |  |  |                                                     |  |  |                                                           |  |
|                                                     |                           | Cornelia de' Franchi Bulgaro                 | Gregorio de' Franchi Bulgaro                   |  |  |       |  |  |                                                     |  |  |                                                           |  |
|                                                     |                           | Cornelia de' Franchi Bulgaro                 | Gregorio de' Franchi Bulgaro                   |  |  |       |  |  |                                                     |  |  |                                                           |  |
|                                                     |                           | Cornelia de' Franchi Bulgaro                 | Isabella Pinelli Adorno                        |  |  |       |  |  |                                                     |  |  |                                                           |  |
| Zenobia del Giudice                                 |                           | Cornelia de' Franchi Bulgaro                 |                                                |  |  |       |  |  |                                                     |  |  |                                                           |  |
|                                                     |                           | Luzio Palagano, VI barone di San Vito        | Gioffredo Palagano, V barone di San Vito       |  |  |       |  |  |                                                     |  |  |                                                           |  |
|                                                     |                           | Luzio Palagano, VI barone di San Vito        | Gioffredo Palagano, V barone di San Vito       |  |  |       |  |  |                                                     |  |  |                                                           |  |
|                                                     |                           | Luzio Palagano, VI barone di San Vito        | Ippolita de Guevara                            |  |  |       |  |  |                                                     |  |  |                                                           |  |
| Ippolita Palagano                                   |                           | Luzio Palagano, VI barone di San Vito        |                                                |  |  |       |  |  |                                                     |  |  |                                                           |  |
|                                                     |                           | Zenobia della Marra                          | Felice della Marra, III signore di Cellammare  |  |  |       |  |  |                                                     |  |  |                                                           |  |
|                                                     |                           | Zenobia della Marra                          | Felice della Marra, III signore di Cellammare  |  |  |       |  |  |                                                     |  |  |                                                           |  |
|                                                     |                           | Zenobia della Marra                          | Dianora Caracciolo di Monte Ferrante e Calvita |  |  |       |  |  |                                                     |  |  |                                                           |  |
|                                                     |                           | Zenobia della Marra                          |                                                |  |  |       |  |  |                                                     |  |  |                                                           |  |